# أولكسندر بوندارينكو
أولكسندر بوندارينكو (بالأوكرانية: Олександр Ігорович Бондаренко)‏ هو لاعب كرة قدم أوكراني، ولد في 28 يوليو 1989 في كييف في أوكرانيا. لعب مع FC Obolon Kyiv ‏.

## وصلات خارجية
- أولكسندر بوندارينكو على موقع اتحاد أوكرانيا (الإنجليزية)
- أولكسندر بوندارينكو على موقع قاعدة بيانات كرة القدم.إي يو (الإنجليزية)
- أولكسندر بوندارينكو على موقع Soccerway.com (الإنجليزية)
- أولكسندر بوندارينكو على موقع عالم كرة القدم.نت (الإنجليزية)